# TAI Martı
Martı (с тур. — «Чайка») — турецкий беспилотный летательный аппарат (БПЛА). Разработчик и производитель — компания Türk Havacılık ve Uzay Sanayii (TUSAŞ).

## Общие сведения
Первый полёт состоялся в 2003 году. Корпус планера изготовлен из композитных материалов. Дрон приводится в движение 2-цилиндровым 2-тактным бензиновым двигателем типа OS MAX 46 FXi немецкой компании Graupner GmbH с мощностью 1,7 л.с., либо японским Zenoah G38 с мощностью 2,2 л.с.  
Martı оснащен оптической камерой и одой инфракрасной камерой, что позволяет эксплуатировать лрон, как в дневное время, так и в ночное. Навигация и сопровождение осуществляется полностью автономно на основе интегрированной навигационной системы INS/GPS. Взлет может быть осуществлен обычным способом, либо при помощи катапульты, приземление на шасси или посредством парашюта.
Имеет простую конструкцию, несмотря на это Marti обладает широкой функциональностью, например, может применяться для выполнения задач, связанных с разведкой местности, для проведения аэрофотосъёмки и осуществления патрульных работ, а также использоваться в качестве учебного средства для будущих операторов БПЛА.
В 2004 году Martı успешно прошел испытания по съемке аэрофотоснимков, что привело к замене старой поисковой системы воздушными шарами.

## Технические характеристики

### Общие характеристики
- Длина: 1,20 м
- Размах крыльев: 2,00 м
- Вес пустого: 9 кг
- Максимальный взлетный вес: 12 кг
- Силовая установка: 1 × OS MAX 46 FXi или Zenoah G38 2-цилиндровый двухтактный двигатель

### Летные характеристики
- Максимальная скорость: 100 км/ч
- Максимальная длительность полета: 1 час
- Практический  потолок: 900 м [1]